# Platyhypnidium afrorusciforme
Platyhypnidium afrorusciforme là một loài Rêu trong họ Brachytheciaceae. Loài này được (Broth.) M. Fleisch. miêu tả khoa học đầu tiên năm 1923.